# 21世紀の社会主義
21世紀の社会主義（21せいきのしゃかいしゅぎ、英: Socialism of the 21st century）とは、ハインツ・ディーテリヒが1996年に作り出した政治用語、スローガンである。2005年の世界社会フォーラムで、ウゴ・チャベスがスピーチでこの語を使っており、また2000年からハインツはラテンアメリカを中心とする世界中でこの語を唱えている。

## ボリバル主義運動
ハインツは、ベネズエラの生前のウゴ・チャベスが行っていたボリバル主義の発展の（非公式だが）助言者とされている。ハインツは、「産業資本主義」も「社会主義国の社会主義（en:Real socialism）」も貧困、飢餓、搾取、経済的抑圧（en:Economic oppression）、性差別や人種差別、天然資源の浪費や参加型民主主義の不在といった人類が抱えている課題を真剣に解決しようとしてこなかったとしたと述べている。

### 組織
米州ボリバル同盟（ALBA）がボリバル主義を支持する国々の国際組織として創設された。

## 根本原則
人類のそのような課題を解決するためには、「ポスト資本主義社会の実現のための以下の4原則を制定すること」をハインツは主張する。
1. カール・マルクスの労働価値説をもとに、市場経済原理でなく、生産を行う労働者の直接民主制で直接決定される同価値経済（アルノ・ピーターズとコンラート・ツーゼに着想を得た）
2. 社会にとって重要な問題について直接投票を使って多数決で決定を下す多数決民主制
3. 適切なマイノリティの権利保護を伴う、多数の市民に支持された合法的な代表によって下される民主的な法律や制度をもとにする根本的民主制
4. 重要で責任ある主題について、市民自らが合理的に、倫理的に、美的に、決定する

21世紀の社会主義という「新たな歴史的プロジェクト」のこれらの原則は、参加型民主主義、（「市民の力の地域共同体」結成による）地域的団結と労働者の権利といった重要な柱に基づいている。
現在の社会は「質的に異なるシステム」に置き換えられるべきだとハインツは主張し、「21世紀の社会主義は必然的に革命的なものになる」と言う。しかしこの革命は、暴力革命ではない漸進的なものであり、現在の社会の原則は数千年もの試行錯誤によって生み出されたことは忘れてはならないとする。すなわち社会主義国の過去の経験が私たちに示したように、現在の原則は“夜明けから夕暮れまで”かえられるべきではないという意味である。ハインツによると、人間は研究所のマウスではないため、大きな革命を成功させるためには、国家の暴力や抑圧によるのではなく、プロジェクトがもたらす利益についての学識がある理解を使う必要がある。この革命は、参加型民主主義と民衆の信頼できる力、教育、社会と国際的連帯についての科学的知識によって起こされるものである。